# Cebrykowe
Cebrykowe (ukr. Цебрикове, ros. Цебриково) – osiedle typu miejskiego w rejonie rozdzielniańskim obwodu odeskiego Ukrainy.
Założone w 1819 roku przez niemieckich kolonistów, do 1920 pod nazwą Hoffnungstal (Dolina Nadziei). W 1961 roku otrzymało status osiedla. W 2001 roku miejscowość zamieszkana była przez 2934 osoby.